# Papavereae
Papavereae — триба квіткових рослин родини макові (Papaveraceae) порядку жовтецевоцвіті.

## Опис
Це однорічні та багаторічні рослини, з великими поодинокими, яскраво забарвленими квітками; плід — здебільшого нерозкривна куляста або овальна коробочка з неповними перетинками і дископодібною променистою приймочкою. Насіння з оліїстим ендоспермом.

## Класифікація
Триба включає вісім родів, з яких в Україні зустрічається два — Мак та Римерія.
- Триба Papavereae Dumort.

- Arctomecon Torr. & Frém.
- Argemone L.
- Canbya Parry
- Meconopsis Vig.
- Papaver L. — Мак
- Roemeria Medik. — Римерія
- Romneya Harv.
- Stylomecon G.Taylor

| Гібіскус | Це незавершена стаття про квіткові рослини. Ви можете допомогти проєкту, виправивши або дописавши її. |